# Liste der Naturdenkmale in Bubenheim (Pfalz)
Die Liste der Naturdenkmale in Bubenheim nennt die im Gemeindegebiet von Bubenheim ausgewiesenen Naturdenkmale (Stand 28. März 2024).

## Naturdenkmale
| Nr.         | Bezeichnung                                     | Lage                                         | Beschreibung                        | Bild                                    |
| ----------- | ----------------------------------------------- | -------------------------------------------- | ----------------------------------- | --------------------------------------- |
| ND-7333-001 | Vogelschutzgehölz „Ödung an der Wormser Straße“ | südöstlich des Ortes; Flur Ostergewanne Lage | flächenhaftes Naturdenkmal, 0,25 ha | Direkt Bild zu diesem Denkmal hochladen |